# Whole Foods Market
Whole Foods Market Inc. ist eine US-amerikanische Supermarktkette mit großer Auswahl an Bio-Produkten mit Sitz in Austin, Texas. Das 1980 gegründete Unternehmen gehört seit 2017 zu Amazon und betreibt weltweit mehr als 500 Filialen in den Vereinigten Staaten, Kanada und dem Vereinigten Königreich.

## Geschichte
Das Unternehmen wurde 1980 in Austin (Texas) von vier Geschäftsleuten gegründet, mit der Absicht, ausschließlich „natürliche“ Lebensmittel ohne künstliche Konservierungs-, Farb-, Aroma- und Süßstoffe und ohne gehärtete Fette zu vertreiben.
Ab 1984 wurden außerhalb von Austin weitere Geschäfte eröffnet (in Houston, Dallas und New Orleans). Das Wachstum wurde hauptsächlich durch Fusionen und Übernahmen vorangetrieben. Mittlerweile betreibt das Unternehmen rund 430 Filialen in den USA, Kanada und Großbritannien (Stand September 2015).
Das Unternehmen hat sich hauptsächlich auf den Verkauf von Lebensmitteln „natürlicher“ Herkunft spezialisiert. Zu den verschiedenen Artikeln zählen u. a.: Fleisch, Fisch, Backwaren, Getränke sowie Körperpflegeprodukte und Haushaltsartikel. Nach Firmenangaben enthalten keine der angebotenen Lebensmittel und sonstigen Produkte künstliche Zusätze. Die Filialen bieten in der Regel hohe Produktqualität und teilweise hochpreisige Spezialitäten aus Europa, die in den USA nicht zum üblichen Sortiment eines Supermarkts gehören.
Am 16. Juni 2017 gab Amazon.com die Übernahme des bis dahin an der NASDAQ unter dem Kürzel WFM notierten Unternehmens für 13,7 Milliarden Dollar bekannt. Nach Abschluss der Fusionskontrolle wurde das Unternehmen am 28. August 2017 von Amazon übernommen.